# Борщенко Петро Григорович
Петро Григорович Борщенко (нар. 6 квітня 1952, Степанівка — пом. 25 серпня 2014)  — український музикант, діяч хорового мистецтва, диригент, керівник аматорського народного хору «Червона Калина», Заслужений працівник культури України.

## Життєпис
Народився 6 квітня 1952 року у селі Степанівка Буринського району, Сумської області.

### Навчання
У 1959-му пішов до школи, яку закінчив у 1969 році.
- 04. 05. 1970 по 17.05.1972 рік. — служба в армії.

З 1972 по 1976 роки навчався у Сумському музичному училищі за спеціальністю диригент хору. Одночасно працював художнім керівником Сумського технічного училища № 2.
1985 — закінчив Сумський державний педагогічний інститут(заочний відділ).
Після закінчення училища з 11.08 1976 року працював методистом по хоровому жанру, керівником хору Буринського районного Будинку культури. У 1978 році хоровому колективу Буринського районного Будинку культури присвоєно звання «народний». У 1979 році Петро Григорович деякий час працював вчителем співів Буринської середньої школи № 1.
У 1980 році звання «народний» отримала і чоловіча група хору, як окремий вокальний колектив, якою керував Петро Борщенко.
З 01.01.1981 року — керівник самодіяльного народного хору Буринського районного Будинку культури. З 14.08 1984 року по 01.10. 1985 року працює керівником хорового колективу Жовтневого Будинку культури Білопільського району Сумської області.
З 01.10.1985 знову керівник народного хорового колективу Буринського районного Будинку культури. У 1999 деякий час працював директором Буринської дитячої школи мистецтв.
09.08 1999 знову керівник народного хору Буринського районного Будинку культури. з
30.03.2013 по 25 серпня 2014 — керівник зразкового вокального ансамблю № 1 Шкільні роки" Буринського районного Будинку культури.
За час його керівництва самодіяльним народним хором «Червона калина» районного будинку культури колектив постійно ставав лауреатом Всесоюзних фестивалів народного мистецтва, виступав на виставці досягнень народного господарства у Києві, неодноразово брав участь у телетурнірі «Сонячні клар-нети», здійснював гастрольні поїздки до Російської федерації, Білорусі і багатьох областей України.
Чоловічий самодіяльний народний ансамбль в 1993 став лауреатом Міжнародного фестивалю-конкурсу «Дружба-93» в Брянську, де отримав «Гран-прі». Про виступ наших земляків білоруська газета писала: «Такого співу, як у виконанні Буринського самодіяльного народного ансамблю, нам не доводилося чути».
За вагомий внесок у розвиток хорового мистецтва Петру Григоровичу у 2001 році присвоєно звання Заслужений працівник культури України.

## Джерело
- Дослідження історії Буринщини
- Диригент

| Диригент | Це незавершена стаття про диригента або диригентку. Ви можете допомогти проєкту, виправивши або дописавши її. |